# Axel Frische
Axel Frische, född 15 mars 1877, död 2 februari 1956, var en dansk teaterledare, dramatiker och författare.
Frische debuterade som skådespelare 1900 och var 1915–1922 direktör för Sönderbro teater, 1924–1926 direktör för Folkteatret, 1928-1931 för Nörrebros Teater och Det ny Teater 1937–1939. Han skrev ett flertal pjäser, främst lätta komedier, bland vilka märks Den nye Husassistent, Ebberöd Bank och ”Grevinde Danner.
Han har satt sina spår i svensk film, bland annat har hans Den ny Husassistent filmats tre gånger i Sverige, Ebberød Bank tre gånger, Den mandlige Husassistent två gånger samt 65, 66 og Mig en gång. 

## Filmmanus i urval
- 1914 – Skottet
- 1915 – Judaspengar